# Суперкубок Малайзії з футболу 2024
Суперкубок Малайзії з футболу 2024  — 39-й розіграш турніру. Матч мав відбутися 10 травня 2024 року між чемпіоном і володарем кубка Малайзії клубом Джохор Дарул Тазім та віце-чемпіоном Малайзії клубом Селангор.
Клуб «Селангор» 8 травня 2024 року оголосив про відмову від участі в даному матчі через небезпеку після серії кримінальних інцидентів і погроз за участю кількох гравців і офіційних осіб команди, включаючи гравця Фейсала Халіма, який став жертвою злочинної діяльності.
| Володар Суперкубка Малайзії 2024  |
| --------------------------------- |
|                                   |
| Джохор Дарул Тазім Дев'ятий титул |

## Матч

### Деталі
| 10 травня 2024 21:00 (EEST) |

| Джохор Дарул Тазім | 3:0 (тп) | Селангор |
| ------------------ | -------- | -------- |
|                    |          |          |

| Султан Ібрагім Стедіум, Іскандар-Путері |